# Russische Badmintonmeisterschaft 2021
Die Russische Badmintonmeisterschaft 2021 fand vom 15. bis zum 21. September 2021 in Saratow statt.

## Sieger und Platzierte
| Disziplin    | Gold                                    | Silber                                | Bronze                             |
| ------------ | --------------------------------------- | ------------------------------------- | ---------------------------------- |
| Herreneinzel | Vladimir Malkov                         | Sergey Sirant                         | Daniil Dubovenko                   |
| Herreneinzel | Vladimir Malkov                         | Sergey Sirant                         | Georgii Karpov                     |
| Dameneinzel  | Evgeniya Kosetskaya                     | Victoria Slobodyanyuk                 | Anastasia Redkina                  |
| Dameneinzel  | Evgeniya Kosetskaya                     | Victoria Slobodyanyuk                 | Aleksandra Chushkina               |
| Herrendoppel | Rodion Alimov Konstantin Abramov        | Alexandr Zinchenko Egor Kholkin       | Aleksandr Gurianov Victor Kokhanov |
| Herrendoppel | Rodion Alimov Konstantin Abramov        | Alexandr Zinchenko Egor Kholkin       | Petr Borovikov Evgeny Chertilin    |
| Damendoppel  | Anastasia Akchurina Evgeniya Kosetskaya | Anastasiia Boiarun Alena Iakovleva    | Viktoriia Kozyreva Mariia Sukhova  |
| Damendoppel  | Anastasia Akchurina Evgeniya Kosetskaya | Anastasiia Boiarun Alena Iakovleva    | Nina Vislova Viktoriia Vorobeva    |
| Mixed        | Rodion Alimov Alina Davletova           | Alexandr Zinchenko Viktoriia Kozyreva | Vitaliy Durkin Nina Vislova        |
| Mixed        | Rodion Alimov Alina Davletova           | Alexandr Zinchenko Viktoriia Kozyreva | Egor Borisov Mariia Golubeva       |